# Мерошино
Мерошино (пол. Mieroszyno, нім. Miruschin) — село в Польщі, у гміні Пуцьк Пуцького повіту Поморського воєводства.
Населення — 892 особи (2011).
У 1975-1998 роках село належало до Гданського воєводства.

## Демографія
Демографічна структура станом на 31 березня 2011 року:
|          | Загалом | Допрацездатний вік | Працездатний вік | Постпрацездатний вік |
| -------- | ------- | ------------------ | ---------------- | -------------------- |
| Чоловіки | 453     | 122                | 292              | 39                   |
| Жінки    | 439     | 131                | 240              | 68                   |
| Разом    | 892     | 253                | 532              | 107                  |